# 1964年夏季残疾人奥林匹克运动会爱尔兰代表团
1964年夏季残疾人奥林匹克运动会爱尔兰代表团是爱尔兰派出的1964年夏季残疾人奥林匹克运动会代表团。未获得奖牌。